# 加姆斯卡峰

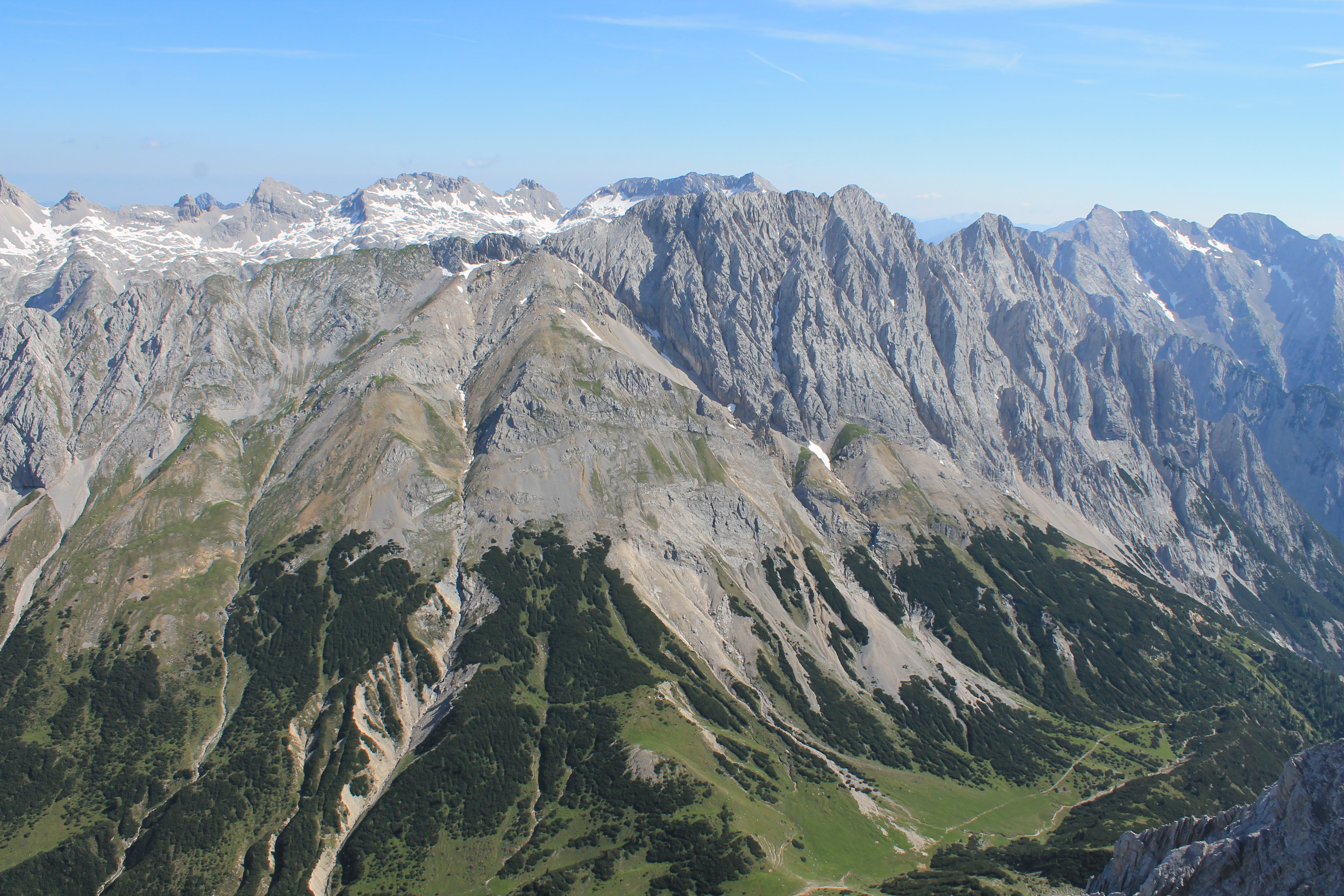

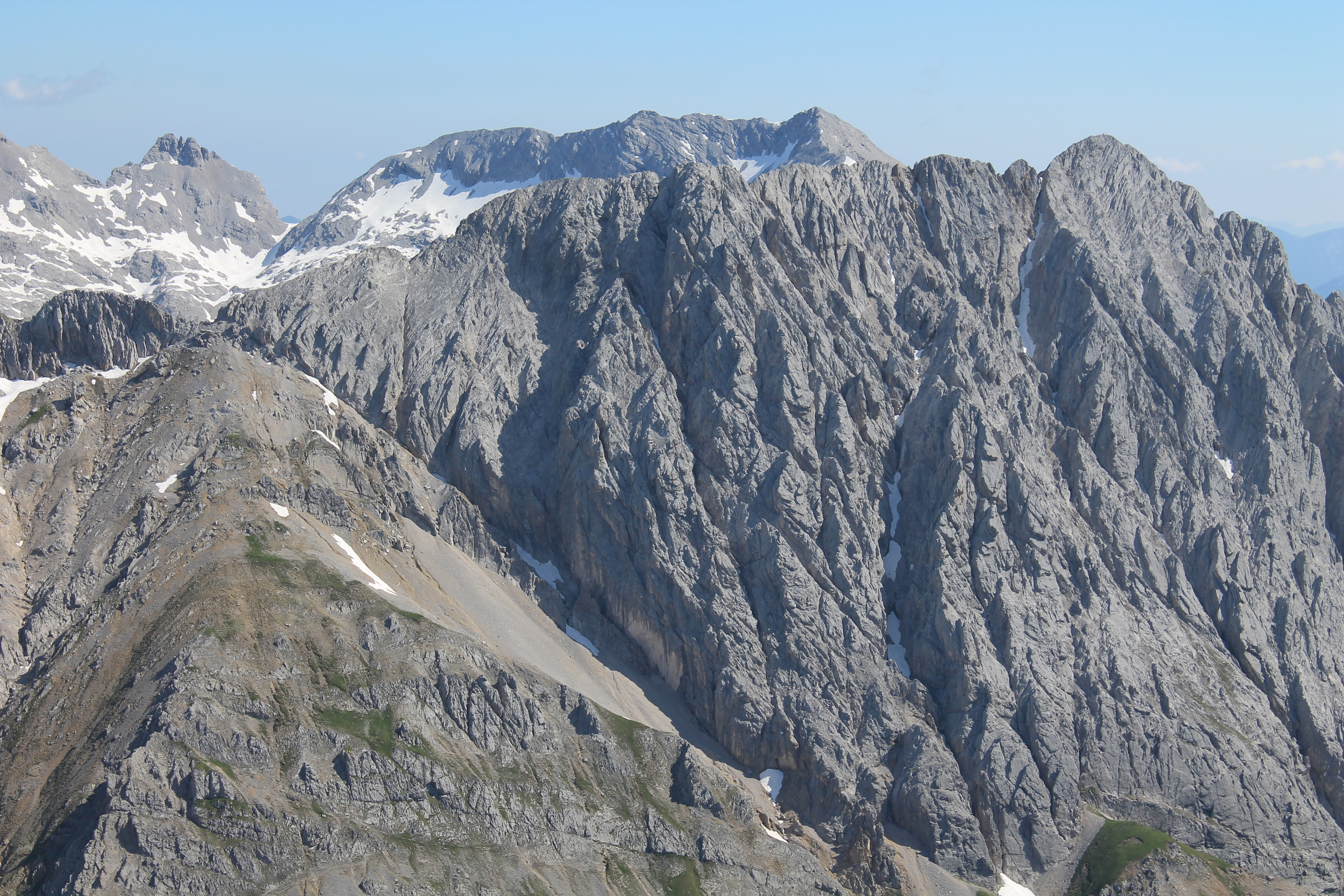

47°21′47″N 11°30′09″E / 47.3629951°N 11.5025738°E
加姆斯卡峰（德語：Gamskarspitze），是奧地利的山峰，位於該國西部，由蒂羅爾州負責管轄，屬於卡爾文德爾山脈的一部分，海拔高度2,601米，每年平均降雨量2,029毫米，人類在1870年8月17日首次登頂。